# Ministério do Mercado de Trabalho (Suécia)
| Ministério do Mercado de Trabalho Arbetsmarknadsdepartementet           |                                 |
| http://www.regeringen.se/sveriges-regering/arbetsmarknadsdepartementet/ |                                 |
| Criação                                                                 | 1974                            |
| Atual ministro                                                          | Johan Pehrson (Partido Liberal) |

O Ministério do Mercado de Trabalho da Suécia (em sueco:  Arbetsmarknadsdepartementet) é um ministério, responsável pelo mercado de trabalho, pela legislação e ambiente laboral, e pelo estabelecimento e fixação dos recém-chegados à Suécia.

É dirigido pelo Ministro do Mercado de trabalho (Arbetsmarknadsminister) e alberga ainda o Ministro da Igualdade e da Habitação (Jämställdhets- och bostadsminister).

Tem cerca de 193 funcionários (2021).

## Ministros do Ministério do Mercado de Trabalho
O Ministério do Mercado de Trabalho alberga 2 ministros.

- Ministro do Mercado de Trabalho e da Integração (Arbetsmarknads- och integrationsminister)
- Ministra da Paridade de Género e Vice-ministra do Mercado de Trabalho (Jämställdhetsminister och biträdande arbetsmarknadsminister)

## Agências Governamentaisdo Ministério do Mercado de Trabalho
O Ministério do Mercado de Trabalho da Suécia tutela, entre outros, os seguintes órgãos e departamentos:

- Provedor da Igualdade e da Discriminação (Diskrimineringsombudsmannen, DO)
- Tribunal do Trabalho (Arbetsdomstolen)
- Agência Nacional do Emprego (Arbetsförmedlingen)
- Direção-Geral do Ambiente de Trabalho  (Arbetsmiljöverket, AV)